# Nasaasaaq
Nasaasaaq, (duń.) Kællingehætten – góra na Grenlandii (784 m n.p.m.) Znajduje się w Sisimiut, po jego południowo-wschodniej stronie. Szczyt jest uznawany za symbol miasta. Zimą góra jest atrakcją turystyczną dla snowboardzistów, miłośników jazdy na skuterach śnieżnych oraz psich zaprzęgów. Latem góra jest przystępna dla turystów chcących się wspinać.

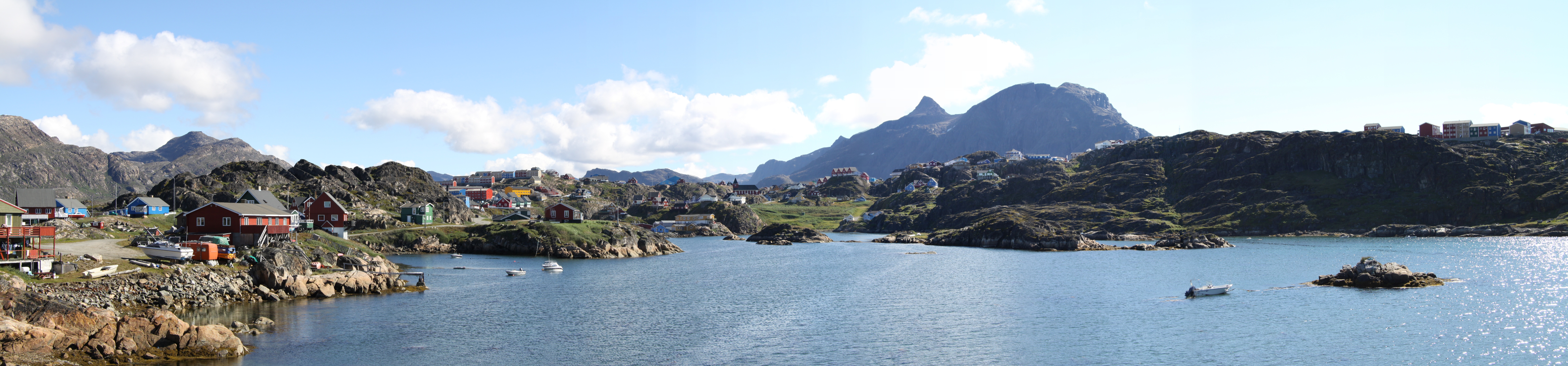
Nasaasaaq widziana z Sisimiut.